# Kiedy niebo spada na głowę
Kiedy niebo spada na głowę (fr. Le ciel lui tombe sur la tête) – trzydziesty trzeci album o przygodach Gala Asteriksa autorstwa Alberta Uderzo (scenariusz i rysunki).
Premiera komiksu miała miejsce w 2005 r. Autorką polskiego tłumaczenia jest Joanna Sztuczyńska.

## Fabuła
Asterix i Obelix w trakcie polowania trafiają na zupełnie zesztywniałego dzika. Po powrocie do wioski ze zdumieniem odkrywają, że wszyscy jej mieszkańcy (oprócz Panoramiksa) także są w podobnym stanie. Na domiar złego nad wioską niespodziewanie zjawia się ogromna złota kula, z której do bohaterów przylatuje tajemniczy przybysz...